# Nick Bolton
Nicholas Bolton (Frisco, 10 marzo 2000) è un giocatore di football americano statunitense che milita nel ruolo di linebacker per i Kansas City Chiefs della National Football League (NFL).

## Carriera

### Kansas City Chiefs
Bolton al college giocò a football all'Università del Missouri. Fu scelto nel corso del secondo giro (58º assoluto) del Draft NFL 2021 dai Kansas City Chiefs. Debuttò come professionista partendo come titolare nella gara del primo turno contro i Kansas City Chiefs mettendo a segno 7 tackle. Alla fine di ottobre fu premiato come rookie difensivo del mese in cui fece registrare 43 placcaggi (7 con perdita di yard). A fine stagione inserito nella formazione ideale dei rookie dalla Pro Football Writers Association dopo avere totalizzato 99 tackle in 16 presenze, 12 delle quali come titolare.
Nel 2022 Bolton si classificò secondo nella NFL con 180 tackle totali. Il 12 febbraio 2023, nel Super Bowl LVII vinto contro i Philadelphia Eagles per 38-35, guidò la squadra con 9 placcaggi e ritornò un fumble di Jalen Hurts per 36 yard in touchdown, conquistando il suo primo titolo.
Il 9 marzo 2025 Bolton firmó un rinnovo contrattuale triennale del valore di 45 milioni di dollari.

## Palmarès

### Franchigia
- Super Bowl : 2

Kansas City Chiefs: LVII, LVIII
- American Football Conference Championship: 3

Kansas City Chiefs: 2022, 2023, 2024

### Individuale
- Rookie difensivo del mese: 1

ottobre 2021
- PFWA All-Rookie Team - 2021